# Hosta (botanica)
Hosta Tratt. è un genere di piante della famiglia delle Asparagaceae.

## Descrizione
Il genere Hosta comprende una ventina di specie di piante erbacee perenni con foglie lanceolate o ovali, picciolate, di lunghezza variabile dai 3 ai 40 cm, di colore verde chiaro o giallastro, percorse in lunghezza da nervature quasi parallele alla centrale.

I fiori sono a campanella, profumati, di colore variabile dal bianco al violetto, riuniti in infiorescenze a forma di spiga.
Vengono generalmente usate per ornare aiuole, bordure o scarpate.

## Tassonomia
Il genere comprende le seguenti specie:
- Hosta albofarinosa D.Q.Wang
- Hosta capitata (Koidz.) Nakai
- Hosta clausa Nakai
- Hosta hypoleuca Murata
- Hosta jonesii M.G.Chung
- Hosta kikutii F.Maek.
- Hosta kiyosumiensis F.Maek.
- Hosta longipes (Franch. & Sav.) Matsum.
- Hosta longissima F.Maek.
- Hosta minor (Baker) Nakai
- Hosta plantaginea (Lam.) Asch.
- Hosta pulchella N.Fujita
- Hosta pycnophylla F.Maek.
- Hosta shikokiana N.Fujita
- Hosta sieboldiana (Hook.) Engl.
- Hosta sieboldii (Paxton) J.W.Ingram
- Hosta tsushimensis N.Fujita
- Hosta ventricosa Stearn
- Hosta venusta F.Maek.
- Hosta yingeri S.B.Jones

### Cultivar

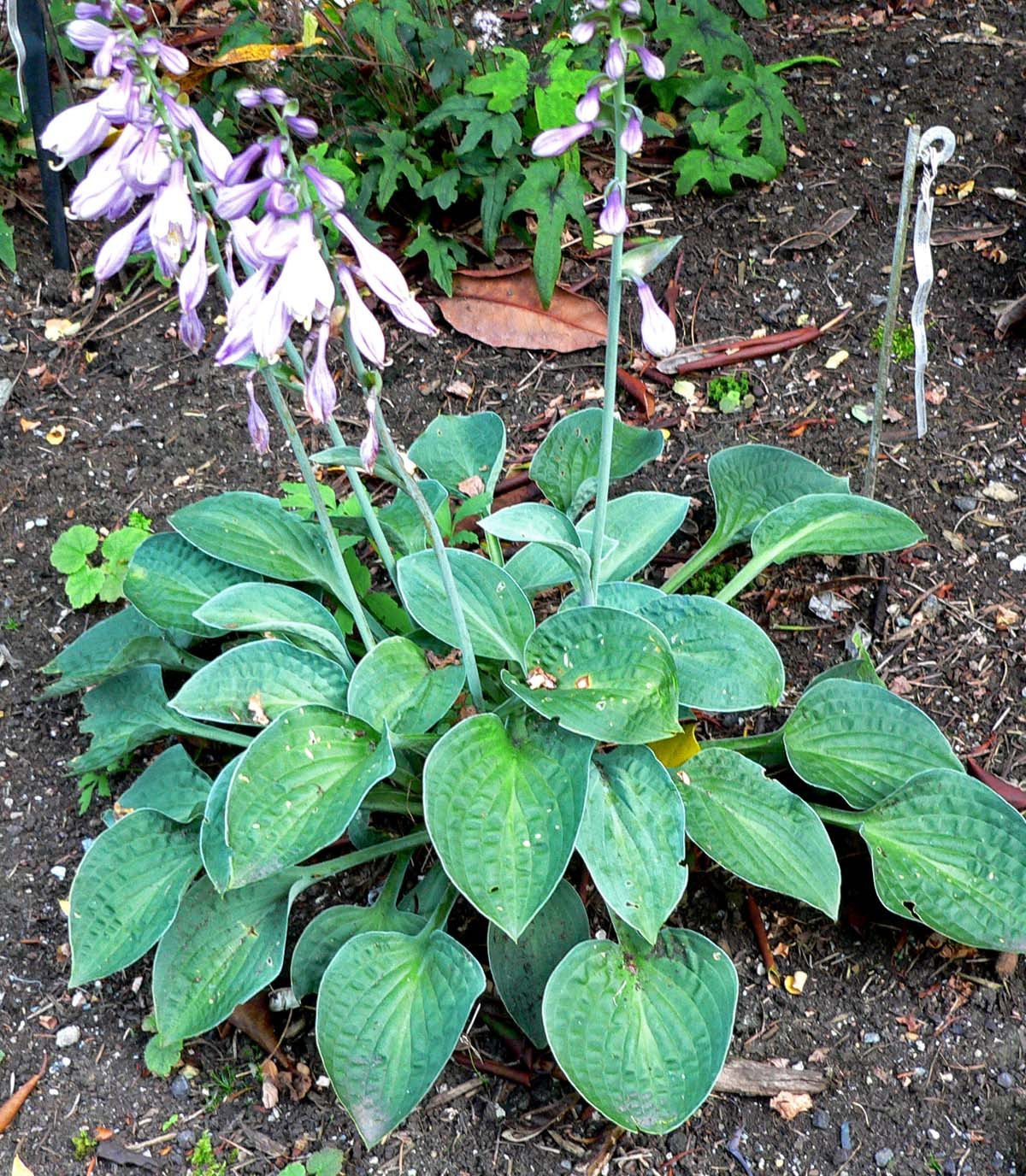
'Abiqua Blue Crinkles'
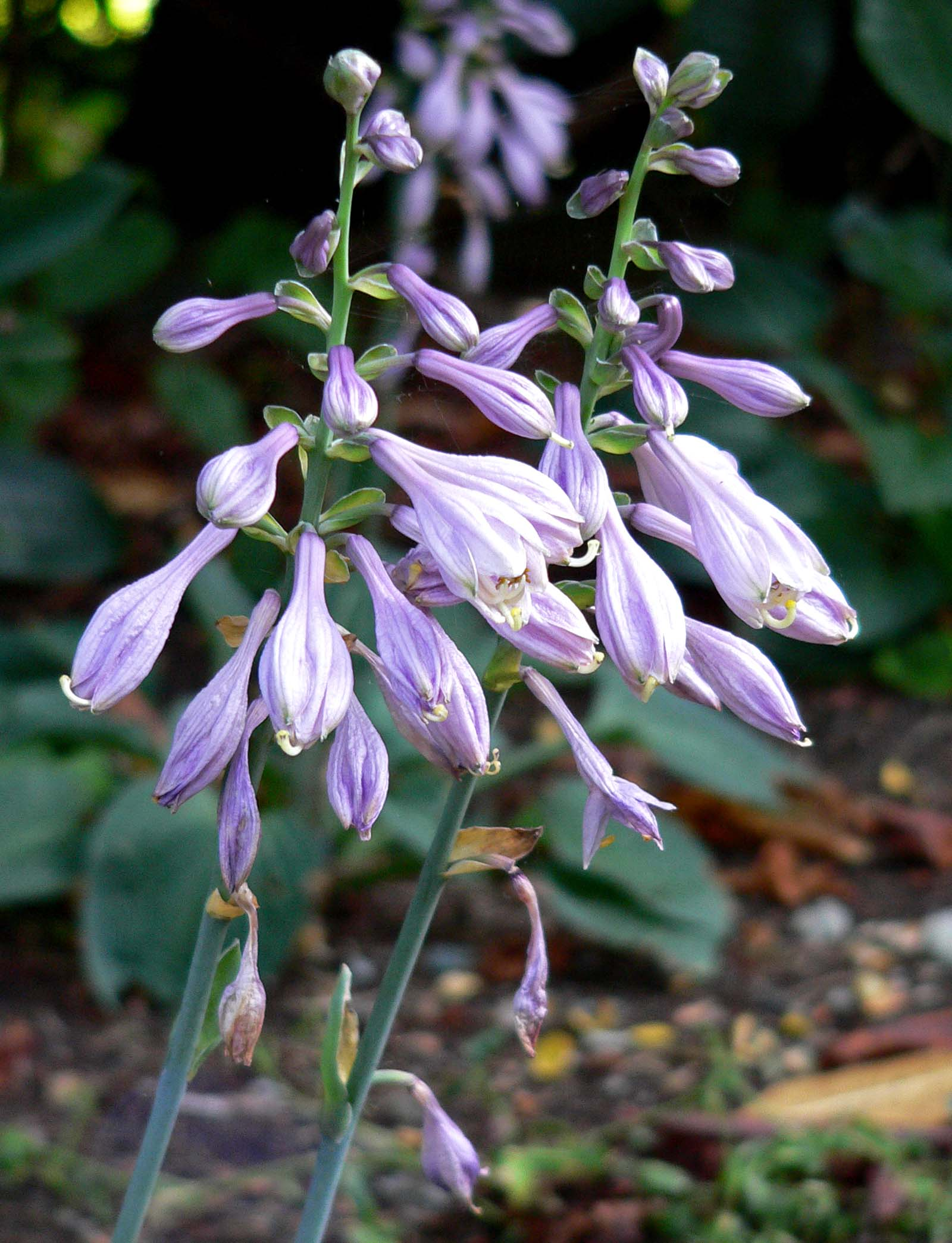
'Abiqua Blue Crinkles'
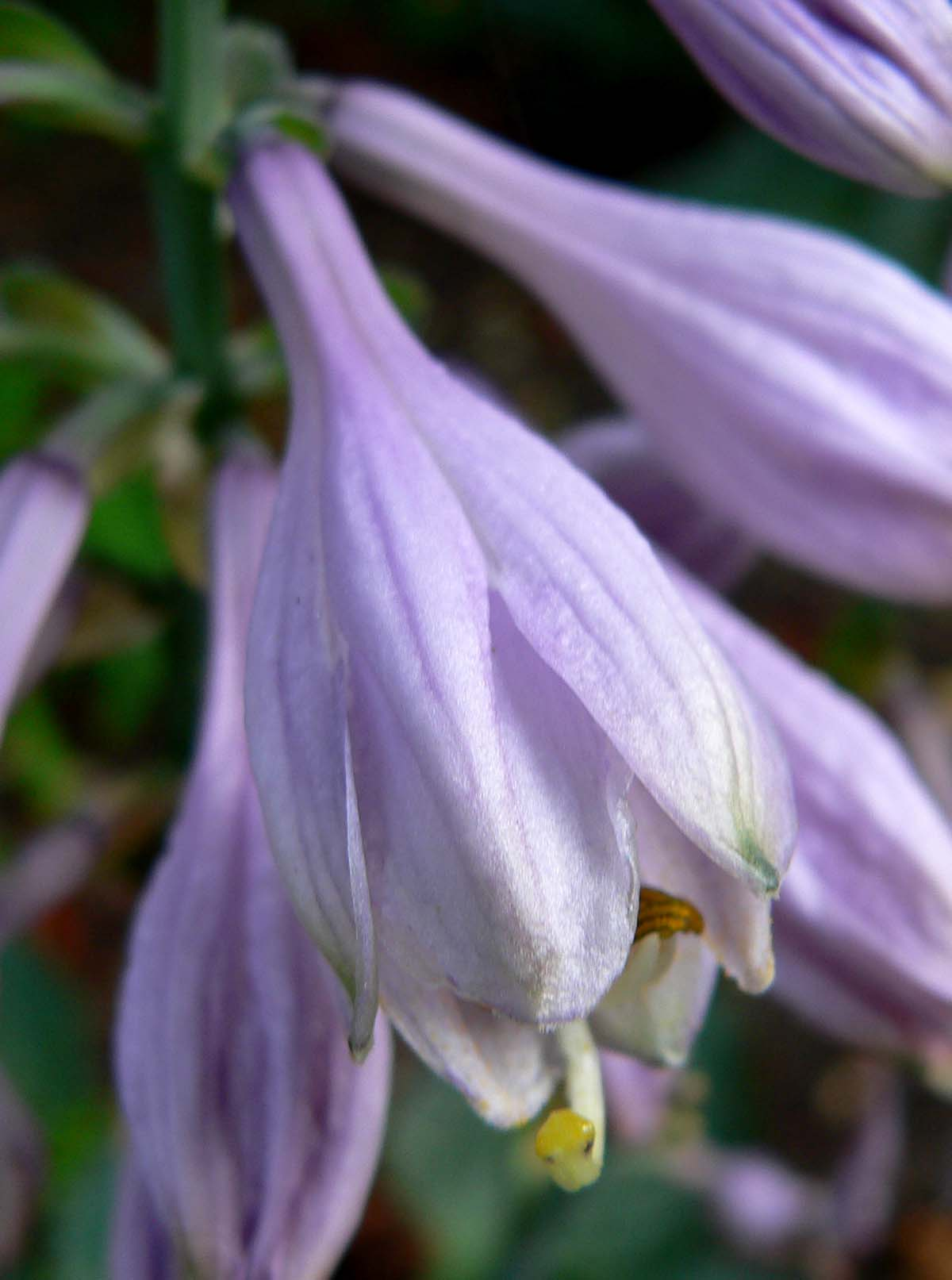
'Abiqua Blue Crinkles'
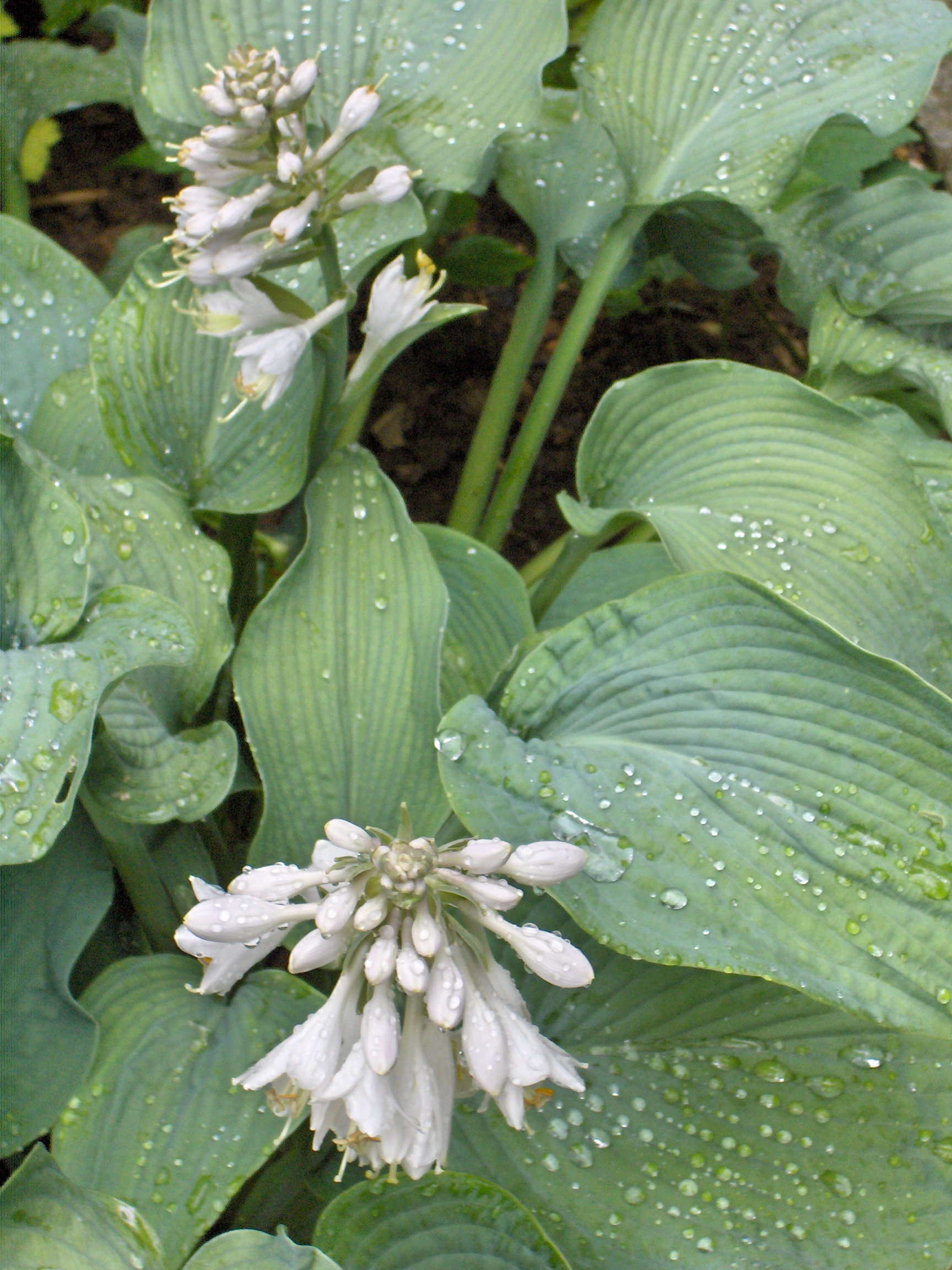
'Bressingham Blue'
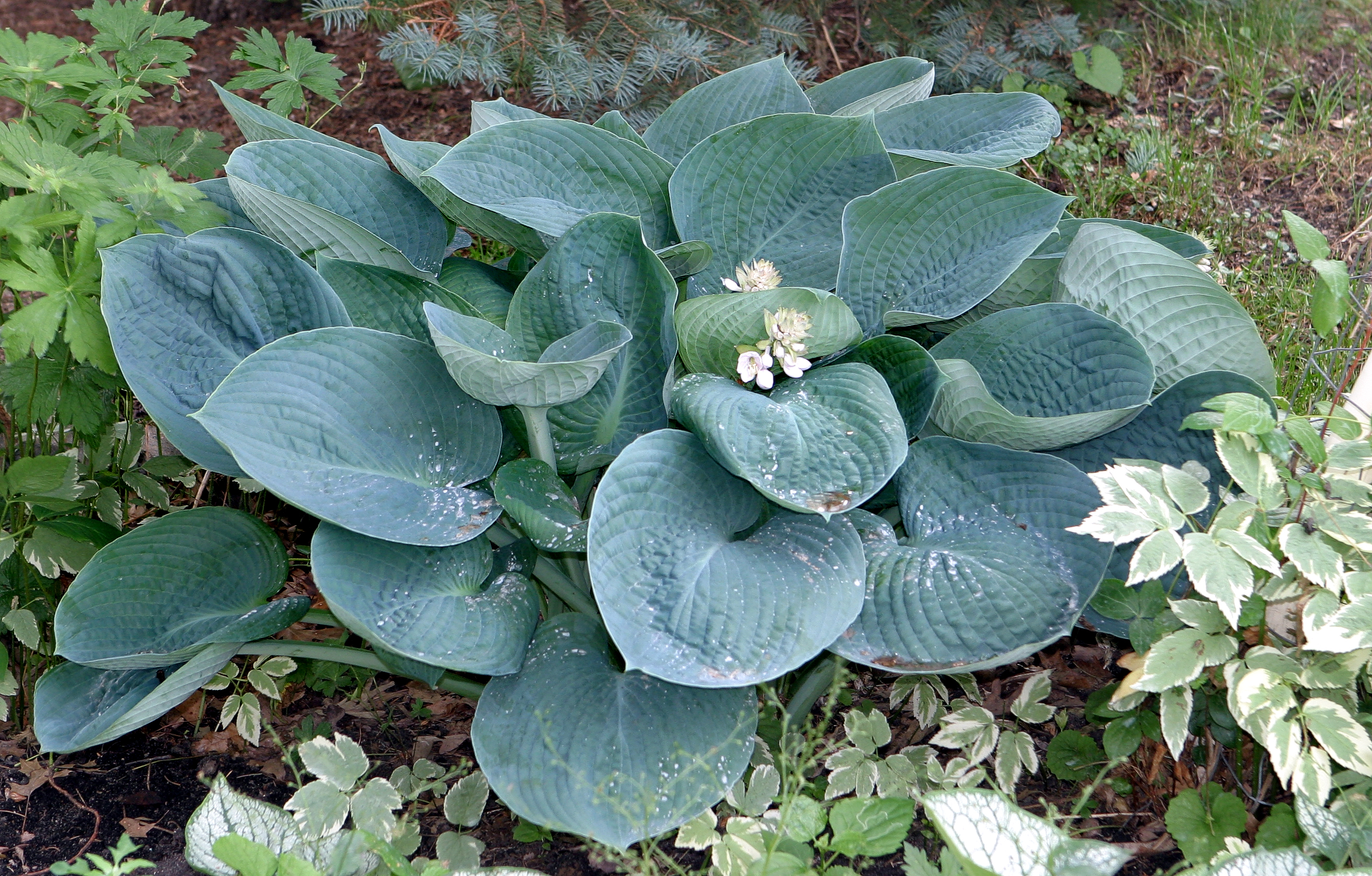
'Drinking Gourd'
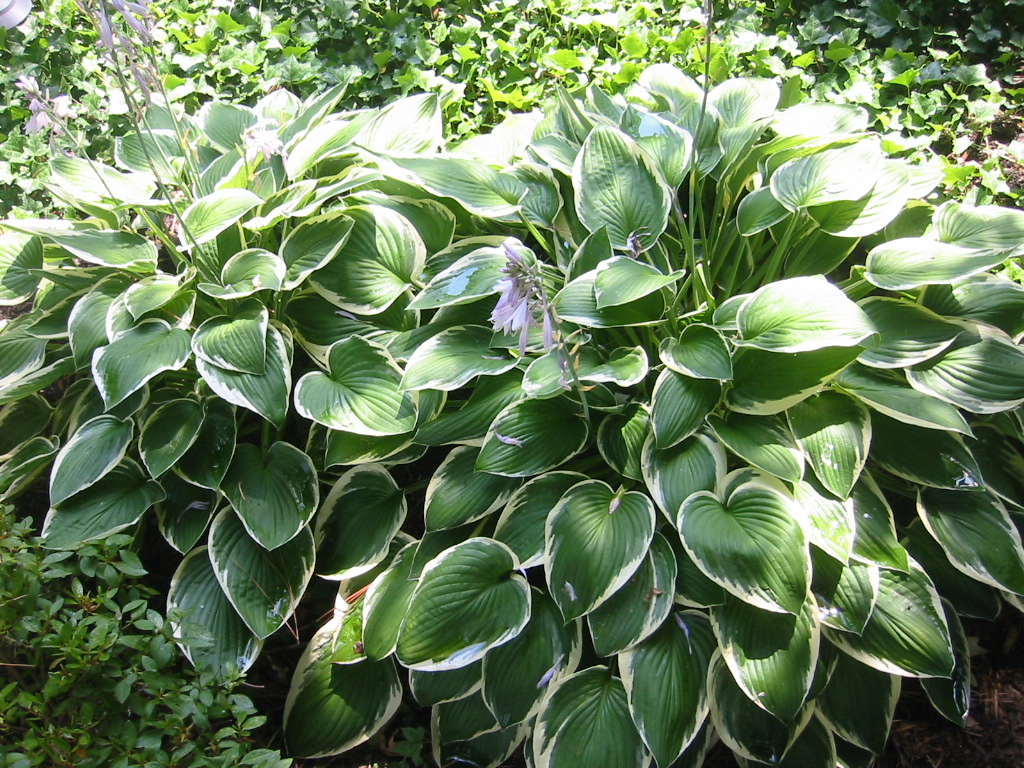
'Francee'
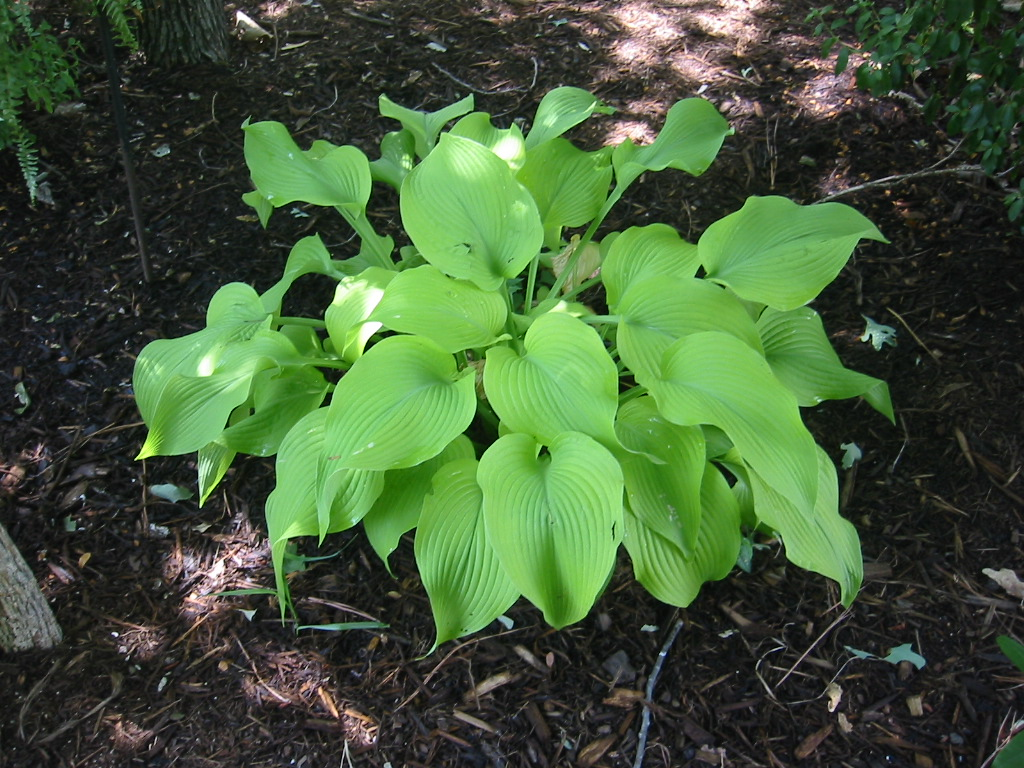
'Golden Boy'
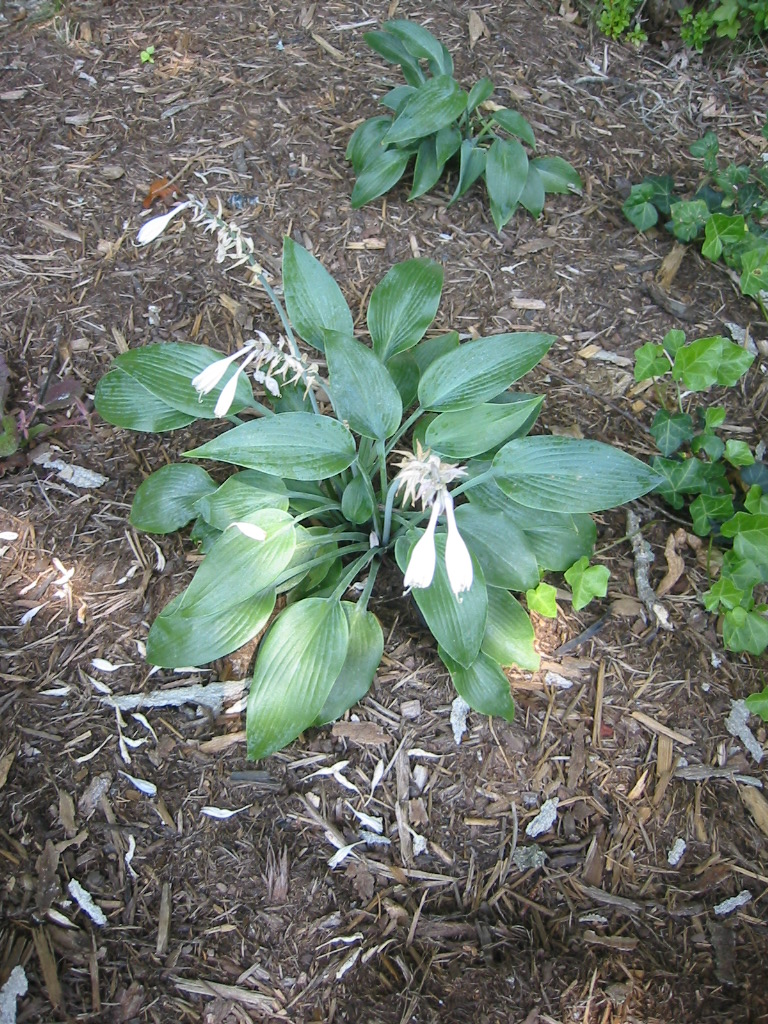
'Halcyon'
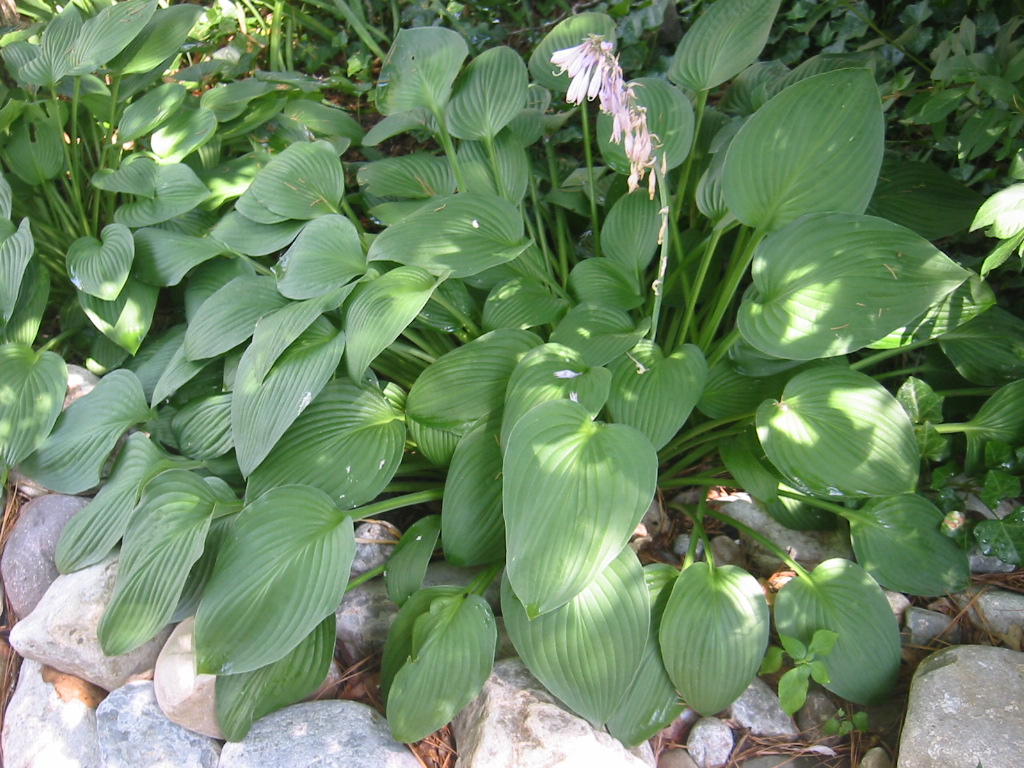
'Green Acres'
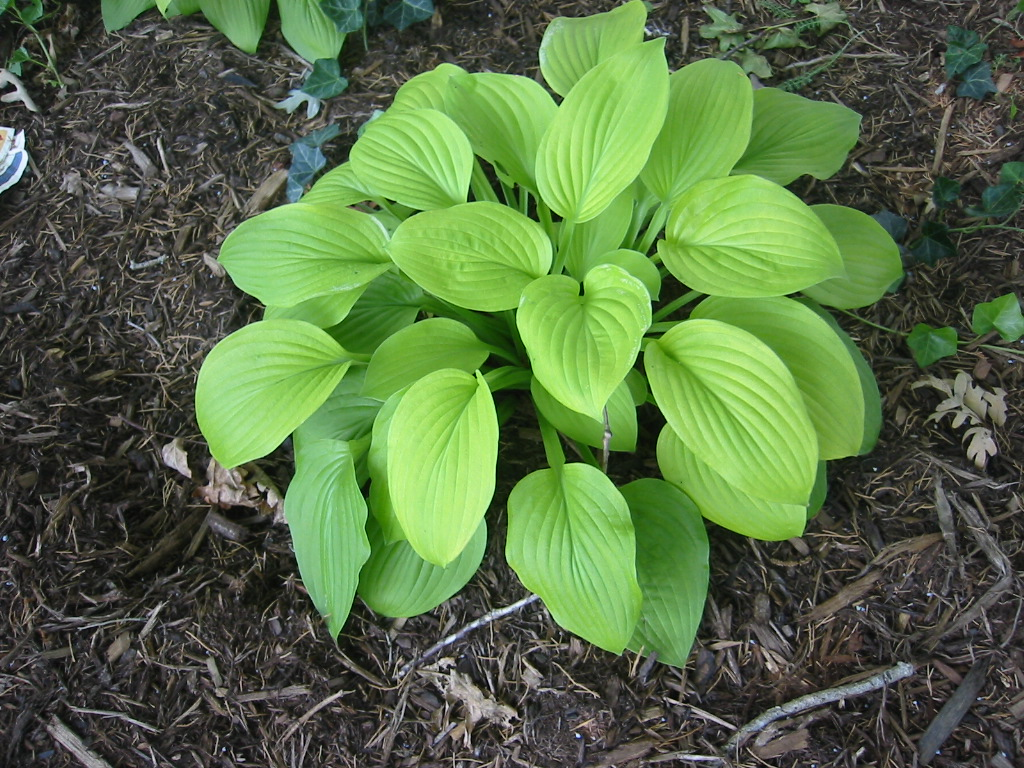
'August Moon'
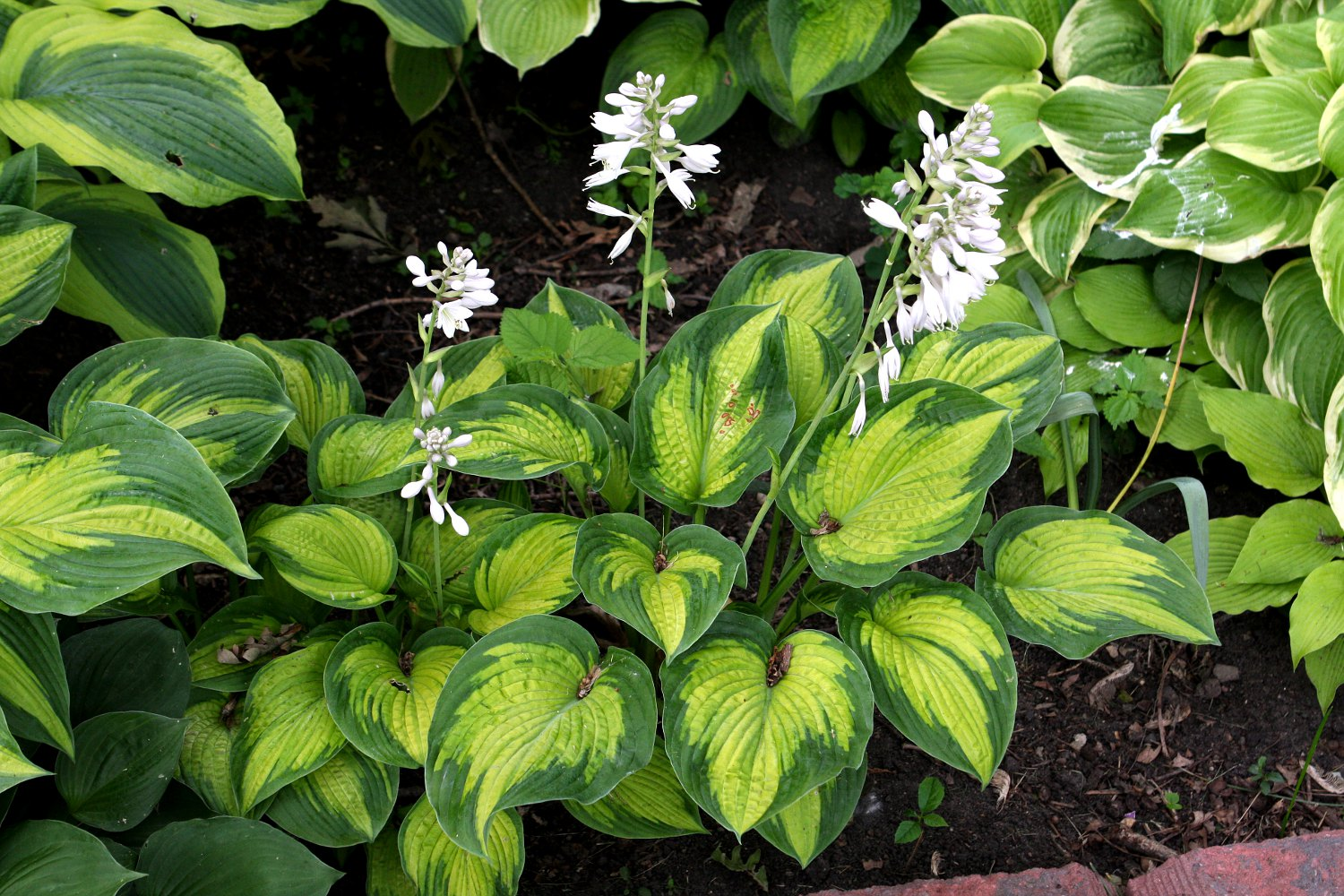
'Cadillac'